# Modest Prats i Domingo
Modest Prats i Domingo (Castelló d'Empúries, Alt Empordà, 1936 - Girona, 29 de març de 2014) fou un sacerdot, filòleg i teòleg català.
| «              | Si t’han dit que he dit, vine i pregunta-m’ho | » |
| — Modest Prats |                                               |   |

## Biografia
Tres mesos després del seu naixement, el seu pare, de 25 anys, fou afusellat a la rodalia de Barcelona, en plena guerra civil. La seva mare, Enriqueta, assumí la formació del caràcter del seu fill. Dels 10 als 22 anys estudià al Seminari de Girona i fou ordenat sacerdot el 1959 a Girona. Es llicencià en filologia romànica a la Universitat de Barcelona i en teologia a la Universitat Pontifícia Lateranense. Completà els estudis a l'Institut Catòlic de París.
Va dirigir la delegació a Girona de l'Institut de Ciències de l'Educació de la Universitat Autònoma de Barcelona i va ser el primer delegat del Serveis Territorials de Girona del Departament de Cultura de la Generalitat de Catalunya el 1981. Fou professor al Seminari de Girona i professor de filologia i d'història de la llengua a la Universitat de Girona. Era membre de l'Associació Internacional de Llengua i Literatura Catalanes i participà en els Col·loquis Internacionals sobre llengua i literatura catalanes.
Va ser rector de les parròquies de Santa Maria de Vista Alegre, a Girona, de Medinyà i Vilafreser i de Santa Susanna del Mercadal, també a Girona.
El 2004 li fou atorgada la Creu de Sant Jordi. Entre 2005 i 2014 també fou membre numerari de l'Institut d'Estudis Catalans. El 2009 va publicar Engrunes i retalls. Escrits de llengua i literatura catalanes i dos anys més tard, Homilies de Medinyà, el seu darrer llibre. Morí el 29 de març de 2014 a Girona.
El 2009 se li diagnosticà alzheimer, i morí el 2014 a la residència sacerdotal Bisbe Sivilla de Girona. A l'inici de la malaltia volgué veure's amb Pasqual Maragall, que l'anomenava el capellà savi de Girona. Prats i Maragall van conversar unes tres hores, el capellà li preguntava què calia fer i Maragall li deia que escoltés molta música, que llegís almenys el diari, i que mirés el futbol.

## Recerca
Les seves publicacions tracten la història, l'ús litúrgic i el futur de la llengua catalana. Pel que fa a la llengua destaquen dos volums d'història de la llengua catalana del 1982 i 1996, escrits amb Josep Maria Nadal. Sobre la llengua litúrgica és rellevant la seva comunicació al Primer Congrés Litúrgic de Montserrat del 1965, on denuncià la situació de la llengua catalana des de l'angle de la pastoral de l'Església. Tractà el futur de la llengua catalana des del manifest d'Els Marges (1979). També publicà estudis sobre Baldiri Reixach, Jacint Verdaguer, Joaquim Ruyra i Josep Carner, treballs sobre l'Església catalana, la traducció de la Fedra de Jean Racine, i la recopilació de textos Homilies de Medinyà.

## Fons Modest Prats
El dia 29 de maig de 2002 s'inaugura la Sala de Graus de la Facultat de Lletres amb la darrera lliçó del professor Modest Prats, «La Paraula i les paraules», amb motiu de la seva jubilació. Durant l'acte es fa pública la donació a la Universitat de Girona de la seva biblioteca personal.
El Fons es compon de més de 6.000 volums, identificats amb un exlibris creat per Narcís Comadira, i es poden consultar a la Biblioteca de la Universitat de Girona, al campus del Barri Vell. La majoria d'aquests volums es troben integrats a la sala i estan disponibles en préstec, d'acord amb la voluntat de Modest Prats.
Hi destaquen els volums de literatura catalana medieval i moderna, i dels anys 70, 80 i 90, entre ells, més d'un centenar d'obres de Manuel de Pedrolo.També hi ressalta la literatura castellana, italiana, francesa i clàssica, així com els estudis sobre literatura, filologia romànica, història de la llengua i història de Catalunya. Els llibres més valuosos són alguns diccionaris antics com ara el: Nuevo mètodo de gramàtica castellana, seguida de un prontuario de voces más usuales en Catalàn y Castellano (1847) o el Diccionari de la llengua catalana ab la correspondencia castellana y latina per Pere Labernia. 1839 (Volum I) i 1840 (Volum II).

## Obres
- Notes sobre la "Controvèrsia" sobre la perfecció de l'idioma català (1974)
- La segona part de les "Instruccions per a l'ensenyança de minyons" de Baldiri Reixac (1976)
- Notes per a una història de la llengua (1976)
- Verdaguer a la Mare de Déu del Mont, Salt, Edicions del Pèl, (1984), amb Joan Carreres
- Història de la llengua catalana (vol. I, 1982; vol. II, 1996) amb Josep Maria Nadal i Farreras (Premi Lletra d'Or, 1983)
- El futur de la llengua catalana (1990), amb Albert Rossich i August Rafanell.
- Política lingüística de l'Església catalana. Segles xvi i xvii (1995)
- Engrunes i retalls. Escrits de llengua i literatura catalanes (2009)[5]
- Homilies de Medinyà (2011)[5]